# Die untere Million

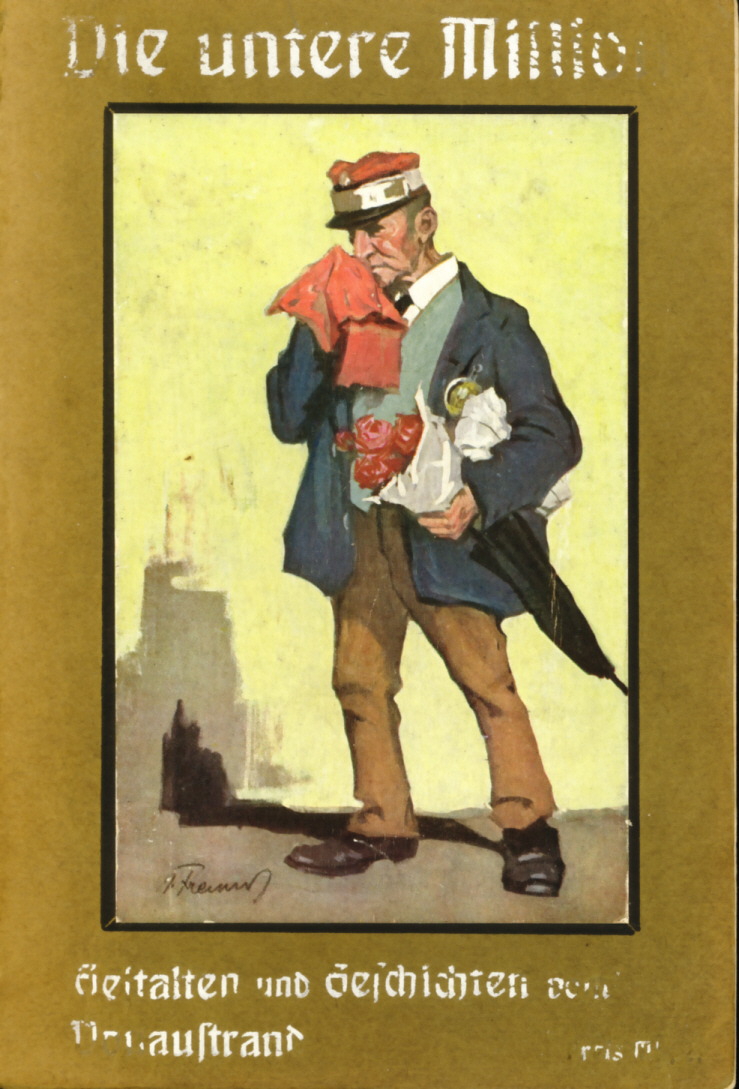
Buchausgabe von 1910

Die untere Million. Gestalten und Geschichten vom Donaustrand ist ein Erzählband des österreichischen Schriftstellers Fritz Stüber-Gunther (1872–1922), der 1910 erschienen ist.

## Inhalt
Hierbei handelt es sich um ein typisches Beispiel für Stüber-Gunthers Kurzgeschichten, deren er im Laufe der Jahre sehr viele verfasst hat. Sie erschienen zuerst in Zeitungen und Zeitschriften und wurden dann auch erfolgreich in Buchform veröffentlicht. Darin schildert er sehr treffend Schicksale und Charaktere der kleinen Leute und Beamten (Vorspruch des Bandes: Die obern Zehntausend kennen wir schon, Viel weniger immer noch die untere Million.) Der Ton ist humorvoll, oftmals aber auch skeptisch und pessimistisch, die Sprache volkstümlich und mit zahlreichen Einschüben im Wiener Dialekt versehen.
Teil I. Arbeit, Geld, Schulden und andere Kleinigkeiten
Arbeit. Gegenüberstellung einer alten, arbeitsamen, nicht klagenden einfachen Frau und jammernden, faulenzenden Bürgersfrauen.

Geld. Gespräche über Geld und Geldsorgen.

Schulden. Der Obmann eines Darlehensvereines macht Hausbesuche, um sich über die Bedürftigkeit der Antragsteller ein Bild zu machen. Dabei kommen ihm die unterschiedlichsten Schicksale unter.

Das Musterpaar. Der neue Kooperator einer kleinen Gemeinde am Wienerwald sammelt Unterschriften gegen die Ehescheidung und lernt dabei ein Paar kennen, das ihm als wahres Musterehepaar erscheint, bei dem kein Streit und Unfriede herrscht und gut katholische Ansichten vertritt. Als er erfahren muss, dass dieses Paar aber schon seit Jahrzehnten unverheiratet zusammenlebt, muss er seine Meinungen revidieren.

Der Splitter im Auge. Das rücksichtslose Verhalten einer feinen Dame in einem überfüllten Straßenbahnwaggon und die unbedankte Hilfe einer armen Frau, die der Dame beistand, als dieser etwas ins Auge gekommen war.

Bittgang. Während einer Hitzeperiode weigert sich der Pfarrer einer kleinen Gemeinde aus Bequemlichkeit eine beschwerliche Bittprozession um Regen auf einen Wallfahrtsort am Berge zu unternehmen. Als die Bewohner den Bittgang alleine unternehmen und es daraufhin tatsächlich regnet, so erhielten auch die Felder des Pfarrers unverdienterweise ihr Wasser.

Ewige Liebe. Die kurze „ewige Liebe“ eines jungen Paares, das von zu Hause ausgerissen war, dauert nur die Eisenbahnfahrt von Wien bis Salzburg an.

Die Schwaig. Eine Bergwanderung eines Wiener Hausbesitzers auf eine abgeschiedene Almhütte in der Steiermark endet nicht wie erhofft mit einem amourösen Abenteuer mit der schönen Sennerin, sondern mit einem schmerzhaften Fehltritt im Dunkeln.

Täuschungen. Ein diensteifriger Beamter mit einer zänkischen, kränkelnden Frau zu Hause verbringt seine ganze Zeit im Amt und schiebt mit allen Mitteln seine Pensionierung hinaus. Als er schließlich doch in den Ruhestand versetzt wird und man nichts mehr von dem Mann hört, sind alle davon überzeugt, dass ihm darüber das Herz gebrochen ist. Doch in Wahrheit war seine Frau bald gestorben, und der ehemalige Beamte lebte förmlich auf.

Ein Dienstbot’. Die Geschichte eines Mädchens vom Lande, das in die Stadt zum Arbeiten geschickt wurde, dort an einer rätselhaften Erkrankung zu leiden begann, ehe sie, nach Hause kommend, auf wunderbare Weise wieder gesund wurde.

Der Rebell. Die Reden eines Dorfrebellen über allerlei tatsächliche Übel und Missstände hören plötzlich auf, als er selbst mit den kritisierten Oberen des Dorfes gute Geschäfte machen kann.

Die tapfere Bretzelfrau. Als den Wiener Bretzelfrauen auf Betreiben der Bäcker die Konzession zum Verkauf von Bretzeln entzogen werden soll, kommt eine Abordnung von drei Frauen zum Minister. Eine der Frauen bringt ihr Anliegen tapfer vor. Als der Minister in ihr eine ehemalige Geliebte aus jungen Jahren erkennt, die er damals sitzengelassen hat, befürwortet er wider Erwarten die Erlaubnis zum Verkauf der Bretzeln durch die Frauen.
Teil II. Zwischen Prater und Schönbrunn
Praterbilder. Drei kurze Episoden, beobachtet im Wiener Vergnügungspark Prater: Die Radlerin. Die Schiffskanone. Die Bank. 

Wohnungsuchen. Eine resolute Ehefrau bringt ihren Mann dazu, ihre schöne Wohnung zu kündigen und nach einer größeren, besser gelegenen zu suchen. Entgegen der Bedenken des Mannes über das erhebliche Risiko dabei, lässt sie sich davon nicht abbringen. Doch es gelingt ihr nicht eine bessere Wohnung zu finden und muss am Ende eine teurere und schlechter gelegene Wohnung akzeptieren.

Früher einmal… Der Obmann eines Wohltätigkeitsvereines lernt eine arme Familie kennen, deren Mitglieder davon erzählen wie gut es ihnen früher einmal gegangen wäre. Doch diese angeblich gute Zeit stellt sich bald lediglich als Besitz eines winzigen, in schlechter Lage gelegenen Geschäftes heraus.

Andreas der Glückliche. Das Schicksal eines aus der Haft entlassenen mittellosen und vollends in die Kriminalität abzurutschen drohenden Burschen, der einen Unfall mit der Straßenbahn erleidet, dabei einige Finger verliert und dafür zeitlebens eine schöne Rente ausbezahlt bekommt.

Dankbarkeit. Die Erwartung eines unbegüterten Arztes, der sich lange Zeit um eine reiche hypochondrische Witwe gekümmert hatte, um ein von dieser in Aussicht gestelltes Erbe nach ihrem Tod zu erlangen, wird schmählich enttäuscht. Dagegen erhält er von einer mittellosen Familie und deren Kind für seine Dienste eine selbstgestickte Brieftasche.

Maiandacht. Alle Besucher der Maiandacht in der Kirche kommen eigentlich darum, weil sie sich in Liebesangelegenheiten hier unauffällig treffen können.

Die Törische. Das Schicksal einer armen Arbeiterin, die ihren Mann liebt, von diesem im Rausch einmal geschlagen wird, so dass sie nicht mehr gut hören kann, ihm verzeiht, von diesem auch noch ein Auge ausgeschlagen erhält, und den gebrochenen und aus dem Gefängnis zurückkehrenden Mann gegen die Widerstände der Hausbewohner dennoch wieder aufnimmt.

Der Unsympathische. Ein unbekannter unsympathischer Mann, den ein Dichter immer wieder zufällig auf der Straße trifft, erweist sich bei einer Lesung, als derjenige, der mit seinem Applaus das uninteressierte Publikum dazu animiert, dem Vortrag begeistert zu folgen.

Neuerungen. Sinnlose Neuerungen in einem Amt, die von jedem neuen Beamten wieder revidiert werden, führen letztlich dazu, dass nicht eingespart, sondern mehr Geld ausgegeben wird.

Die Meidlinger Passion. Kinder eines Hauses, die sich geheimnisvoll in einem Schuppen einsperren und verschwundene Gegenstände in den verschiedenen Wohnungen, führen zu den übelsten Verdächtigungen der Hausparteien. Doch die Vorgänge stellen sich als Proben zu einem Passionsspiel heraus, dass die Kinder aufführen wollten.

Das Kripperl. Ein Mädchen beobachtet heimlich ihren Vater, wie dieser an einer wunderschönen Krippe bastelt, und erwartet, dass sie dieses Kripperl zu Weihnachten geschenkt bekommen werde. Ihre Enttäuschung ist groß, als sie am Weihnachtstag die Krippe nicht erhält, sie diese aber später in der Wohnung des reichen Hausherrn entdeckt.

Die Brille. Ein trockener Beamter kauft sich eine Brille, sieht plötzlich die Welt neu und verliebt sich in ein junges Mädchen. Als er erkennt, dass er sich zum Narren gemacht hat, kehrt er wieder zu seinem früheren vernünftigen Leben zurück.

## Ausgabe
- Die untere Million. Gestalten und Geschichten vom Donaustrand. Verlag des Vereins der Bücherfreunde, Berlin o. J. (1910)